# SaferSurf
SaferSurf je program za bezbedan rad u veb-pregledaču. Sem što nudi anonimnost na internetu, ima razne druge funkcije, kao što je servis geolokacije kroz proksi server da se prevaziđu ograničenja pojedinih država. Krilatica mu glasi "-{Tearing Down Country Borders in the Web}-" (Rušimo državne granice na vebu). SaferSurf radi centralno na serveru i ne treba mu instalacija na računar.
SaferSurf je stvorila i razvila ekipa iz Nutzwerka, nemačkog softverskog preduzeća sa sedištem u Lajpcigu koja razvija internetske tehnologije. 
Dobio je certifikat TÜV 2005., 2006., 2007., 2008. i 2009. godine. Testiran je na široku paletu virusa i lažnih uzbuna.

## Karakteristike
SaferSurf ima razne karakteristike:
- Zaštita od malvera: Zahtevi s interneta koji bi mogli da budu opasni prosleđuju se preko SaferSurfovog proksija koji proverava sadrže li podaci malver pre nego što stignu do računara. Ako se otkriju opasni ili nepoželjni podaci, uklanjaju se iz toka podataka na internetu.
- Zaštita anonimnosti: SaferSurf poziva veb-sajtove u ime korisnika, pa je nemoguće spremiti korisnikovu IP adresu. Sem toga, kad korisnik prelazi s jednog veb-sajta na drugi, SaferSurf iz toka podataka briše informacije o prosleđivanju. Napokon, daje spisak poznatih "njuškala".
- Zaštita elektronske pošte od spama i pecanja.
- Brži pristup internetu: brzi serveri s vezom od 1 gigabita.
- Pristup blokiranim veb-sajtovima: Unblock Stick omogućava korisniku da zaobiđe zaštitni zid i druga ograničenja na internetu a da mu ne trebaju administrativna prava na računaru. Kad je uključen privatni način rada, veb-pregledač neće da sprema tragove korisnikovih delatnosti.
- Određivanje maksimalnog trajanja cookieja.
- Odblokiranje videa na YouTubeu i drugim medijskim portalima: različite lokacije SaferSurfovih proksija zaobilaze ograničenja pojedinih država, dok veb-sajtovi zadržavaju punu funkcionalnost zbog posebnog SSL-Proxy servera koji direktno učitava veb-sajt uz pomoć šifrirane veze. Funkcija geolokacije omogućava korisniku da preuzme IP određene države.
- Ne sprema korisnikovu IP adresu: tako čak ni SaferSurf ne može povezati korisnika sa pretraženim sadržajima.

## Recenzije
Kada je 2003. godine izdan SaferSurf, mediji su hvalili njegovu brzinu. Novine "-{Hamburger Abendblatt}-" su pisale: "Surfajte do deset puta brže, i to bez virusa: to je servis koji nudi kompanija -{Nutzwerk}-. (...) Čak i sa sporim modemom podaci brže stižu do cilja (...)" "Pocket PC Magazine" je komentarisao: "Uz pomoć -{SaferSurf Speed}-, veb-sajtovi prikazuju se do tri puta brže (...) -{SaferSurf Speed}- funkcioniše nezavisno od ISP-a i veb-veze (standardni modem, ISDN, DSL, mobilne komunikacije, LAN itd.) koju koristite."
Drugi su mediji više isticali anonimnost i bezbednost. Računarski časopis dnevnih novina "Bild" testirao je više programa za anonimnost na vebu i naveo "pouzdanu anonimnost" kao jednu od prednosti SaferSurfa. Iste je godine "-{Macworld}-" hvalio njegov servis za uklanjanje spama.

## Spoljašnje veze
- Zvanična stranica (језик: немачки)